# Гетман польный коронный
Ге́тман по́льный коро́нный (пол. Hetman polny koronny) — в Речи Посполитой — заместитель командующего армией Польского королевства («Короны») — гетмана великого коронного.
В мирное время великий гетман обычно находился при дворе, занимался административными вопросами и осуществлял стратегическое руководство, а польный гетман находился «в поле» (откуда название, ср. с «фельдмаршал» — «полевой маршал»), руководил малыми операциями, охраной границ.
Польный гетман подчинялся великому гетману, в случае его присутствия в битвах командовал передовыми отрядами и артиллерией. В случае отсутствия великого гетмана, польный гетман командовал всем войском. В мирное время польный гетман находился на юго-восточных границах Речи Посполитой и командовал небольшими регулярными «кварцяными войсками» — отрядами, набранными на средства короля, которые отражали постоянные набеги татар и турок. В эти отряды часто входили реестровые украинские казаки.

## Список гетманов польных коронных
1. Станислав Ходецкий 1492—1499
2. Пётр Мужковский 1499—1501
3. Станислав Ходецкий 1501—1505 (вновь)
4. Ян Каменецкий 1505—1509
5. Ян Творовский 1509—1520
6. Мартин Каменецкий 1520—1528
7. Ян Кола 1528—1538
8. Николай Сенявский 1539—1561
9. Флориан Зебржидовский 1561—1562
10. Станислав Лесниовольский 1562—1565
вакантная должность 1565—1569
11. Ежи Язловецкий 1569—1575
12. Николай Сенявский 1575—1576
13. Ян Зборовский 1576—1584
14. Станислав Жолкевский 1588—1618
15. Станислав Конецпольский 1618—1632
16. Мартин Казановский 1633—1636
17. Николай Потоцкий 1637—1646
18. Мартин Калиновский 1646—1652
19. Станислав Потоцкий 1652—1654
20. Станислав Лянцкоронский 1654—1657
21. Ежи Себастьян Любомирский 1657—1664
22. Стефан Чарнецкий 1665
23. Ян Собеский 1666—1668
24. Дмитрий Ежи Вишневецкий 1668—1676
25. Станислав Ян Яблоновский 1676—1683
26. Николай Иероним Сенявский 1683
27. Анджей Потоцкий 1684—1691
28. Феликс Казимир Потоцкий 1692—1702
29. Иероним Августин Любомирский 1702
30. Адам Николай Сенявский 1702—1706
31. Станислав Матеуш Ржевуский 1706—1726
32. Станислав Хоментовский 1726—1728
33. Ян Клеменс Браницкий 1735—1752
34. Вацлав Пётр Ржевуский 1752—1773
35. Франциск Ксаверий Браницкий 1773—1774
36. Северин Ржевуский 1774—1794

## Галерея

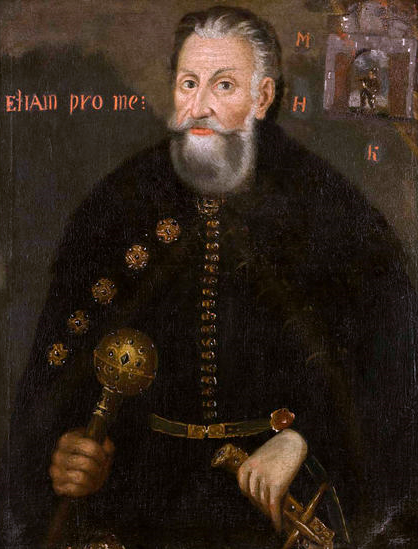
Станислав Жолкевский
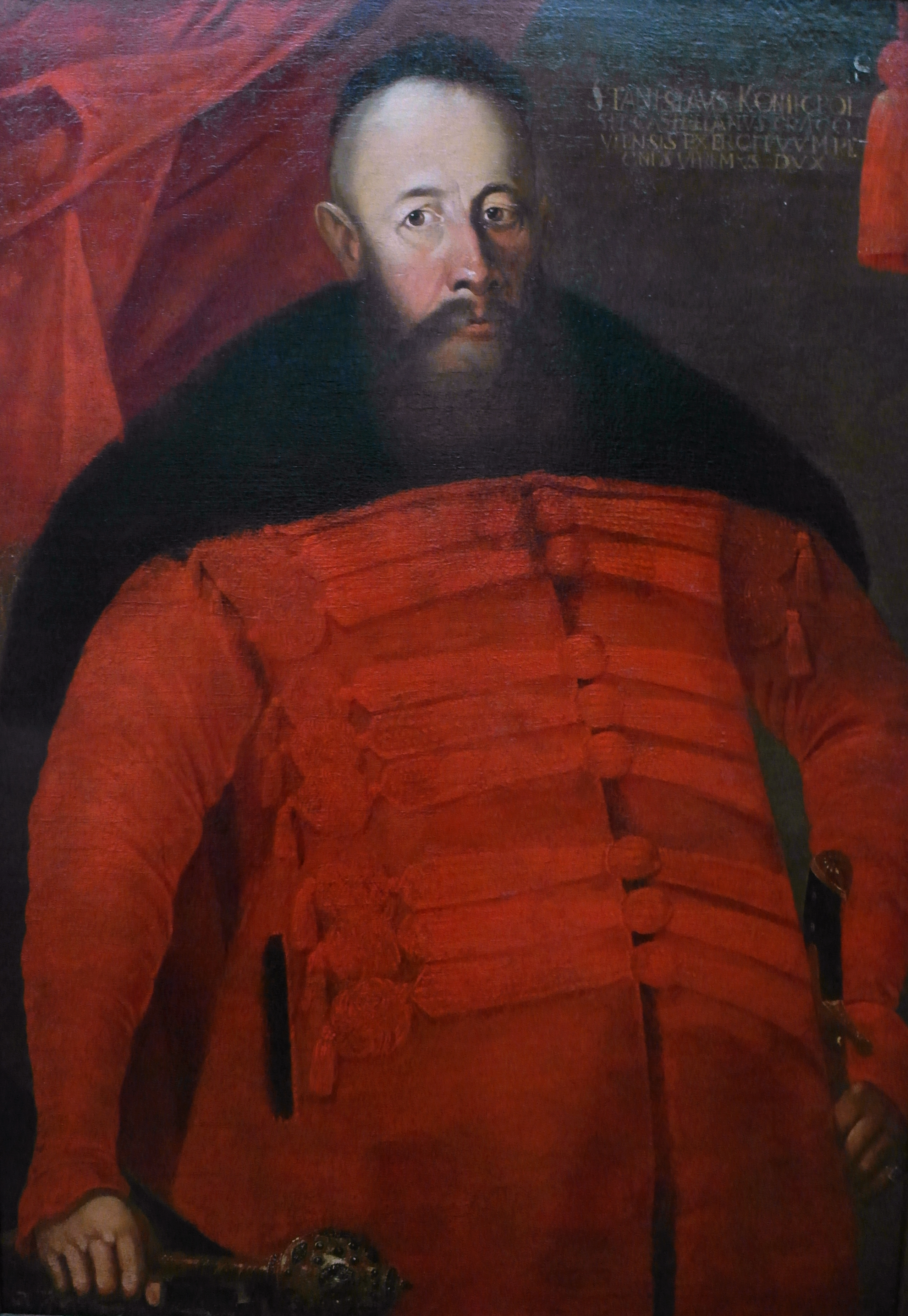
Станислав Конецпольский
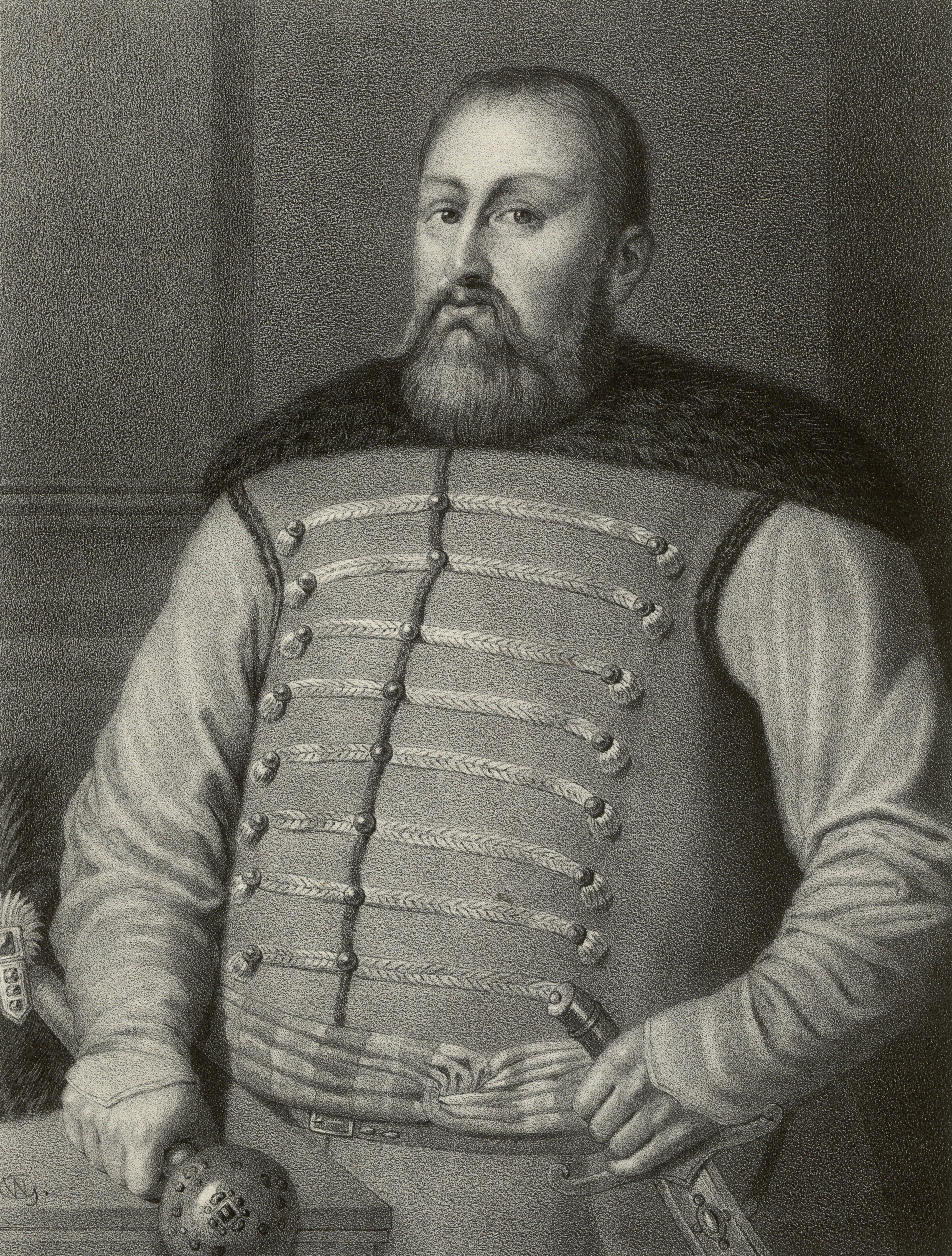
Миколай Потоцкий
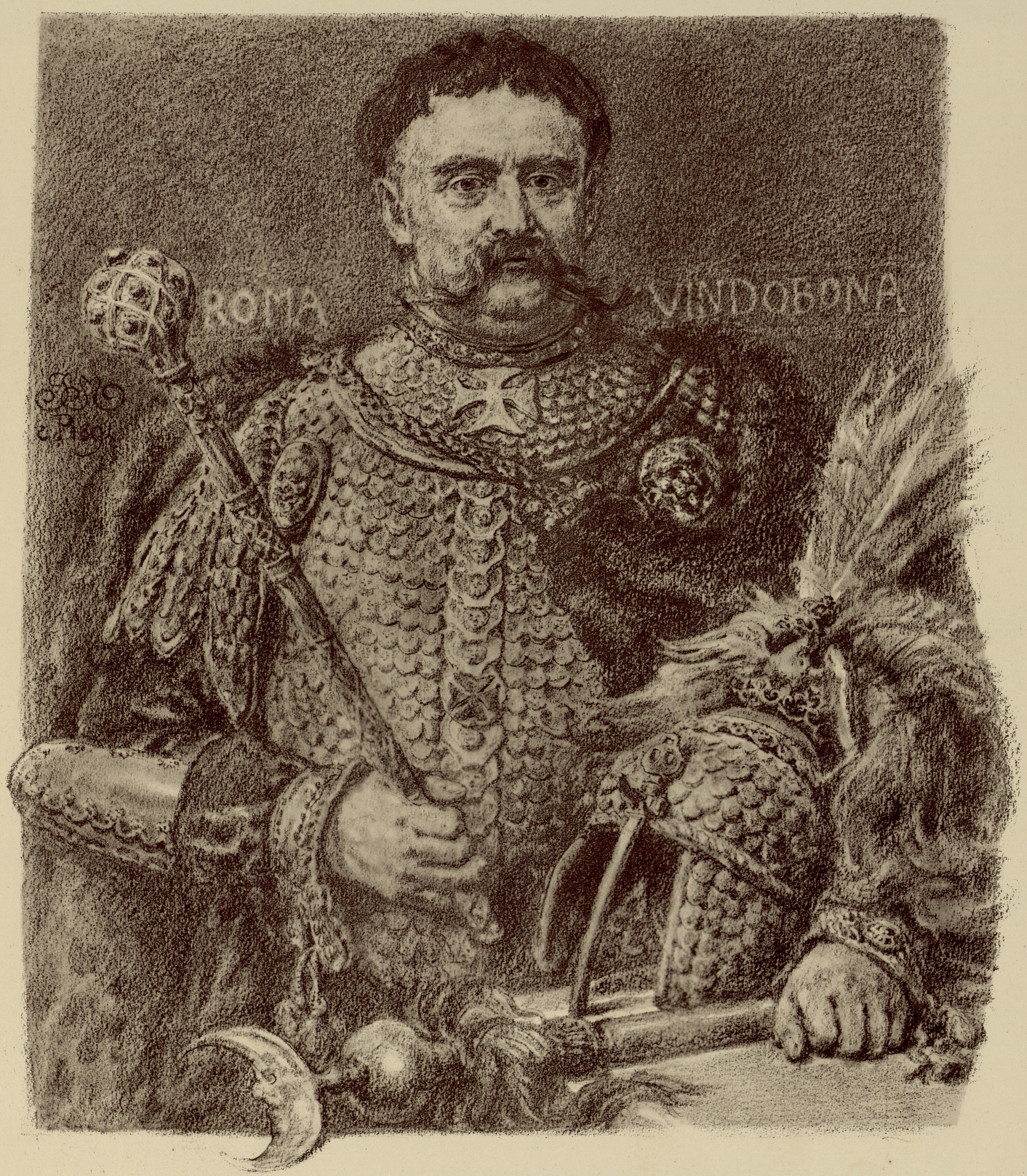
Ян Собеский
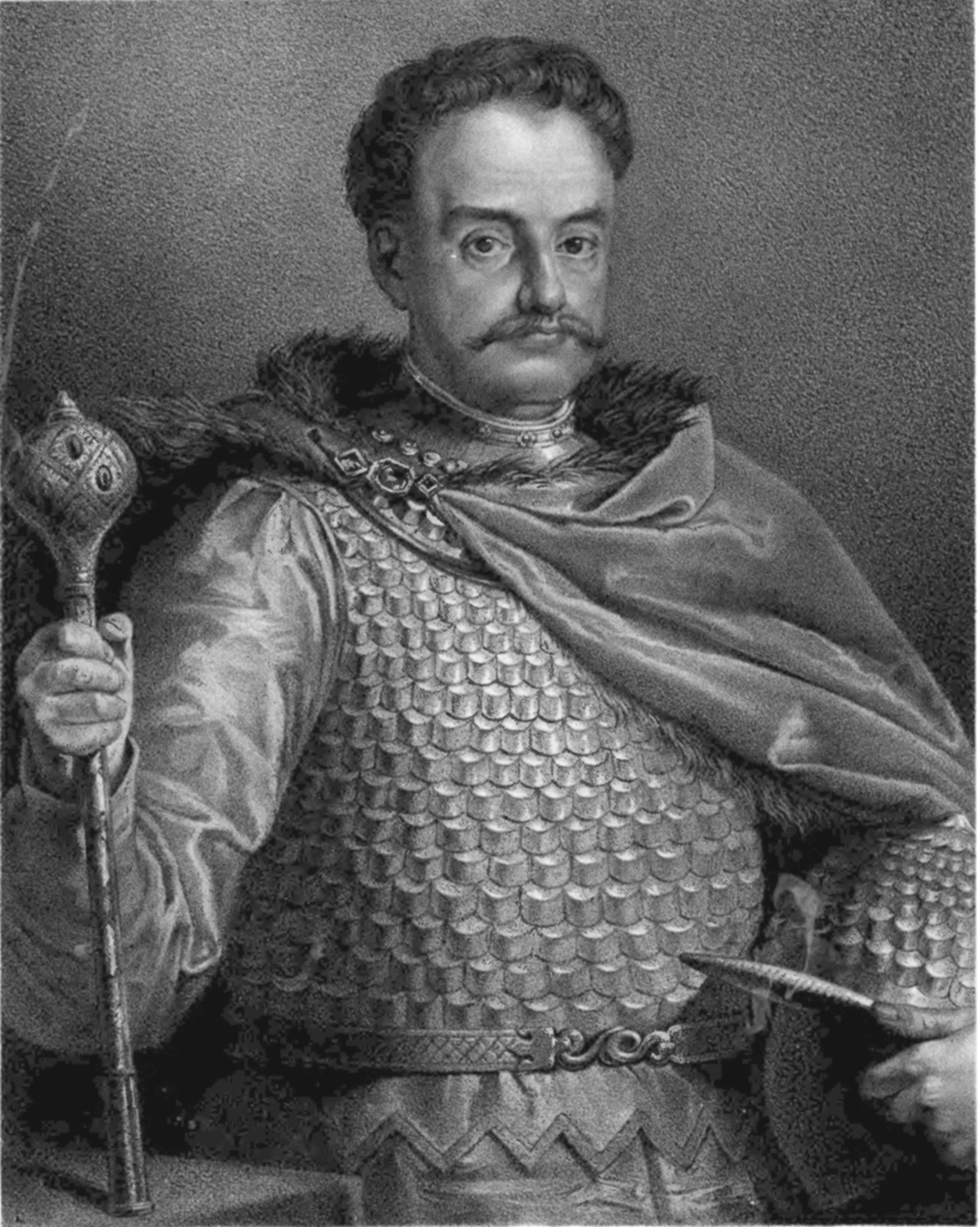
Станислав Ян Яблоновский

## Ссылка
- Список и гербы гетманов польных коронных (пол.) / архивная ссылка